# TJ Klune
Travis John Klune (20 de mayo de 1982) también conocido como TJ Klune. Es un autor estadounidense de ficción, romance y fantasía con personajes LGBTQ. Varias de sus obras han aparecido en la lista de los mejores vendidos del The New York Times, algunas de estas le han otorgado varios premios. También es un escritor que ha hablado de cómo su asexualidad ha influido en su escritura.
Su novela, La Casa en el Mar Más Azul ganó en 2021 un premio por mejor ficción adulta en los Premios de Fantasía Mitopoeica 2021.

## Biografía
Klune nació en Roseburg, Oregón. Tenía ocho años cuando comenzó a escribir ficción. Sus trabajos de juventud en poesía y cuentos fueron los primeros en ser publicados. Los autores que han influenciado en su trabajo incluyen a Stephen King, Wilson Rawls, Patricia Nell Warren, Robert McCammon y Terry Pratchett.
El amor de Klune por la escritura comenzó cuando era niño en la década de 1980, donde escribía ficción para fanáticos sobre su videojuego de acción y aventuras favorito, Metroid. Más tarde en su infancia, comenzó a escribir historias originales. Sus maestros siempre alentaban su trabajo, diciendo que esperaban ver sus escritos en las librerías algún día.

## Carrera Profesional
Su primer libro, Dos Hombres y Un Niño, se publicó en 2011. Debido a la prevalencia de seudónimos en la ficción romántica gay, tomó la decisión de escribir bajo el seudónimo de TJ Klune. La motivación principal para esta historia provino de la cantidad de personajes queers estereotipados de manera pobre y ofensiva en distintas historias. Quería poder escribir una novela que tuviera una representación precisa de las relaciones queer, que fueran vistas de forma positiva y con las que el público pudieran identificarse. En su momento, Amazon reseñó que Dos Hombres y Un Niño era uno de los mejores libros LGBTQ del 2011, le continuaron tres novelas más. 
En 2013 escribió una novela de realismo mágico titulada Into This River I Drown, mientras procesaba la muerte de su padre. Una historia sobrenatural sobre el dolor y el amor en una pequeña ciudad. Ganó el Premio Literario Lambda 2014 al Mejor Romance Gay.
En el año 2016 escribió y publicó la novela Wolfsong, una historia LGBTQ que toma su narrativa en un mundo de hombres lobos, esta se convertiría en su trabajo más reconocido en el 2020 cuando se volvió un fenómeno de tik tok y de instagram. La novela se convirtió en la primera de una tetralogía conocida como Green Creek. Publicada en primera instancia de forma independiente, luego de algunos problemas por los derechos de autor, Wolfsong fue comprada para ser publicada por Tor Books en una nueva edición.
Durante el 2020, vio a la luz The House in the Cerulean Sea, traducida como La Casa en el Mar Más Azul. Publicada en inglés por el sello editorial Tor, división de Pan Macmillian. Se inspiró parcialmente en Sixties Scoop, donde el gobierno canadiense sacó a los niños indígenas de sus hogares y los reubicó con familias blancas de clase media no emparentados. Al ver que las similitudes de este evento tienen lugar en el actual sur de los Estados Unidos, Klune sintió la necesidad de escribir una historia celebrando las diferencias entre infantes y mostrar los efectos positivos de brindarles a los niños un lugar seguro y de apoyo para ser ellos mismos.
En el mismo año publicó la primera novela de su trilogía sobre superhéroes queer The Extraordinaries, la cual relaciona cómo ser un fanático de las tiras cómicas con TDAH. A la historia le siguieron una segunda y tercera parte, no publicadas en español.
Se espera que a lo largo del 2023 publique In the Lives of Puppets y otra novela sin título aún.
Klune está actualmente firmado con el sello Macmillan Tor, Tor Teen.

## Vida personal
Klune ha sido abierto sobre sus experiencias vividas como persona asexual, queer, neurodiversa y cómo estas influyen en su escritura. La ausencia histórica de estas comunidades en la ficción ha motivado algunas de sus elecciones en el desarrollo de sus personajes.
En 2013, Klune le propuso matrimonio al escritor Eric Arvin en la Conferencia GayRomLit en Atlanta, Georgia. Los dos se habían conocido por primera vez en persona un año antes en la Conferencia GayRomLit 2012 en Albuquerque, Nuevo México. Arvin sufrió de problemas de salud durante años y finalmente falleció el 12 de diciembre de 2016.

## Recepción de la crítica
El debut para jóvenes adultos de Klune, The Extraordinaries, fue elogiado por Kirkus por su uso de tropas de superhéroes y fan fiction, mientras que Publishers Weekly felicito a Klune por escribir un personaje adolescente con TDAH en una luz positiva y de apoyo.
Su novela de fantasía independiente, The House in the Cerulean Sea, es un best seller del New York Times y ha sido nombrada por The Washington Post como una de las "Mejores lecturas para sentirse bien de 2020". Publishers Weekly lo llama una "fantasía orwelliana que invita a la reflexión" en su reseña destacada. Kirkus elogia a Klune por su arte de crear personajes perdurables. Fue nombrado uno de los mejores libros de ciencia ficción y fantasía de Amazon de 2020.
Klune fue nominado como uno de los autores favoritos de M/M en el sitio web de reseñas de libros Goodreads en 2017. También es un defensor de una mejor representación LGBTQ2 + en la novela, y desea ver personajes más asexuales como él reflejados en los libros.

## Controversia
Existe, asimismo, controversia en torno al bestseller de T.J. Klune The House in the Cerulean Sea que, al estar basado en Sixties Scoop, ha sido acusado de apropiación cultural indebida, de sacar provecho de un genocidio literal y cultural sufrido por pueblos originarios, de dotar de glamour a las escuelas residenciales, de banalizar una tragedia convirtiéndola en una novela de fantasía liviana y de perpetuar la narrativa del hombre blanco como salvador.

## Premios
| Año  | Trabajo nominado              | Premio                   | Categoría               | Resultado | Ref.   |
| ---- | ----------------------------- | ------------------------ | ----------------------- | --------- | ------ |
| 2013 | Into This River I Drown       | Premio Literario Lambda  | Gay Romance             | Ganador   | [ 7 ]  |
| 2020 | The House in the Cerulean Sea | Alex Awards              | Novela                  | Ganador   | [ 18 ] |
| 2020 | The House in the Cerulean Sea | Mythopoeic Fantasy Award | Literatura para adultos | Ganador   | [ 19 ] |

## Obras

### Series
The Seafare Chronicles
1. Dos hombres y Un Niño, (Bear, Otter, and the Kid, 2011)
2. Who We Are (2012)
3. The Art of Breathing (2014)
4. The Long and Winding Road (2017)

Elementally Evoled
1. Burn (2012)

At First Sight
1. Tell Me It's Real (2013)
2. The Queen & the Homo Jock King (2016)
3. Until You (2017)
4. Why We Fight (2019)

Tales From Verania
1. The Lightning-Struck Heart (2015)
2. A Destiny of Dragons (2017)
3. The Consumption of Magic (2017)
4. A Wish Upon the Stars (2018)
5. Fairytales From Verania (2021) (Recopilación de novelas cortas, sin traducción al español)
6. The Damning Stone (2022)

How To Be
1. How To Be a Normal Person (2015)
2. How To Be a Movie Star (2019)

Green Creek
1. La Canción del Lobo (Wolfsong, 2016)
2. La Canción del Cuervo (Ravensong, 2018)
3. La Canción del Corazón (Heartsong, 2019)
4. La canción de los Hermanos (Brothersong, 2020)

Immemorial Year
1. Whitered Sere (2016)
2. Crisped Sere (2016)

The Extraordinaries
1. The Extraordinaries (2019)
2. Flash Fire (2021)
3. Heat Wave (2022)

Novelas
- Into This River I Drown (2013)
- John & Jackie (2014)
- Murmuration (2016)
- Olive Juice (2017)
- The Bones Beneath My Skin (2018)
- La Casa en el Mar Más Azul (The House in the Cerulean Sea, 2019)
- Under the Whispering Door (2021)
- In the Lives of Puppets (2023)